# Duffy’s Tavern (film)
Duffy's Tavern – amerykański film komediowy z 1945 roku w reżyserii Hala Walkera, według scenariusza Melvina Franka i Normana Panamy.
W filmie występują: Ed Gardner, Bing Crosby, Betty Hutton, Paulette Goddard, Alan Ladd, Dorothy Lamour, Eddie Bracken, Brian Donlevy, Sonny Tufts, Veronica Lake, Arturo de Córdova, Barry Fitzgerald, Cass Daley, Diana Lynn, Victor Moore, Marjorie Reynolds, Barry Sullivan, Charles Cantor, Eddie Gree, Ann Thomas, Robert Benchley, William Demarest, Howard Da Silva, Billy De Wolfe, Walter Abel, Johnny Coy, Miriam Nelson, Charles Quigley, Olga San Juan, Bobby Watson, Gary Crosby, Phillip Crosby, Dennis Crosby, Lindsay Crosby, William Bendix, James Brown, Joan Caulfield, Gail Russell, Helen Walker, Jean Heather i Maurice Rocco.